# Shandong Sports Center
Het Shandong Sports Center (Hanyu pinyin: Shāndōng Shěng Tǐ Yù Zhōng Xīn) is een multifunctioneel stadion in Jinan, een stad in China. De voetbalclub Shandong Luneng Taishan maakt gebruik van dit stadion. In het stadion is plaats voor 43.700 toeschouwers. Het stadion werd geopend in 1988.

## Aziatische kampioenschap
In 2004 werd van 17 juli tot en met 7 augustus het Aziatisch kampioenschap voetbal 2004 gehouden in China. Shandong Sports Center was daarbij een van de vier gebruikte stadions. Het stadion werd gebruikt voor acht wedstrijden. Zes daarvan in de groepsfase en twee daarvan in de knock-outfase.
| № | Datum           | Wedstrijd                                 | Uitslag | Afrika Cup     | Tsch   |
| - | --------------- | ----------------------------------------- | ------- | -------------- | ------ |
| 1 | 19 juli 2007    | Zuid-Korea – Jordanië                     | 0 – 0   | Groepsfase (A) | 26.000 |
| 2 | 19 juli 2007    | Koeweit – Verenigde Arabische Emiraten    | 3 – 1   | Groepsfase (B) | 31.250 |
| 3 | 23 juli 2007    | Jordanië – Koeweit                        | 2 – 0   | Groepsfase (B) | 28.000 |
| 4 | 23 juli 2007    | Verenigde Arabische Emiraten – Zuid-Korea | 0 – 2   | Groepsfase (B) | 30.000 |
| 5 | 25 juli 2007    | Bahrein – Indonesië                       | 3 – 1   | Groepsfase (A) | 20.000 |
| 6 | 27 juli 2007    | Zuid-Korea – Koeweit                      | 4 – 0   | Groepsfase (B) | 15.000 |
| 7 | 31 juli 2007    | Zuid-Korea – Iran                         | 3 – 4   | Kwartfinale    | 20.000 |
| 8 | 3 augustus 2007 | Bahrein – Japan                           | 3 – 4   | Halve finale   | 32.000 |